# Luis Alberto Monge Álvarez
Luis Alberto Monge Álvarez (Palmares, 29 dicembre 1925 – San José, 29 novembre 2016) è stato un politico costaricano.

## Biografia
È stato Presidente della Repubblica di Costa Rica dall'8 maggio 1982 all'8 maggio 1986.